# Biada
La biada, sinonimo di foraggio, è ogni sorta di composto di cereali (segale, orzo, farro, ecc.) e legumi (fava, veccia, ecc.) che si dà come alimento al bestiame. In Toscana e in alcune regioni subalpine, biada è sinonimo di avena coltivata.